# Arthur Ernest Wilder-Smith
Arthur Ernest Wilder-Smith (Reading, 22 dicembre 1915 – Berna, 14 settembre 1995) è stato un chimico e un creazionista della Terra giovane britannico, Fellow of the Royal Society of Chemistry.

## Biografia
Wilder-Smith conseguì tre dottorati; il primo in Chimica organica fisica presso l’Università di Reading in Inghilterra nel 1941, il secondo in Farmacologia presso l'Università di Ginevra nel 1964, e il terzo presso l’Eidgenössische Technische Hochschule (Politecnico federale di Zurigo).
Durante la Seconda Guerra Mondiale Wilder-Smith lavorò alle Imperial Chemical Industries in qualità di chimico. Dopo la guerra Wilder-Smith accettò l'incarico di direttore della ricerca per una società farmaceutica svizzera. In Svizzera, Wilder Smith ottenne l’abilitazione all’insegnamento di Chemioterapia e Farmacologia presso la Facoltà di Medicina dell'Università di Ginevra.
Tra il 1957 e il 1958 Wilder-Smith divenne Visiting Assistant Professor presso l’Università dell’Illinois. Tra il 1959 e il 1961 divenne Visiting Professor di Farmacologia presso l'Università di Bergen in Norvegia. Tornò all'Università di Ginevra per due anni, poi ottenne la cattedra di farmacologia all’Università dell’Illinois nel 1963.. Come docente, vinse tre premi 'Golden Apple' consecutivi per l'eccellenza nell’insegnamento e quattro premi per il miglior ciclo di conferenze.
Wilder-Smith fu professore di Farmacologia per due anni alla Hacettepe University Medical School di Ankara in Turchia. Servì come consulente della NATO per la prevenzione e il trattamento dell'abuso di droghe. Gli fu dato rango di generale a tre stelle nelle forze militari della NATO.

## Creazionismo
Wilder-Smith all'inizio della sua carriera, si professava ateo. Sua moglie, Beate Wilder-Smith, scrisse che Arthur sosteneva: "Se un Dio amorevole esistesse davvero, sicuramente non tollererebbe tutta l'ingiustizia e la sofferenza evidenti in tutto il mondo." Convertitosi al cristianesimo Wilder-Smith ebbe crescenti difficoltà a conciliare la sua fede nella creazione biblica con la teoria darwiniana dell’evoluzione naturalistica. Questo lo portò ad un profondo ripensamento della sua visione scientifica, che, infine, lo condusse ad abbracciare in modo sempre più accentuato il creazionismo biblico.
Divenuto creazionista, Wilder-Smith analizzò in maniera molto critica le correnti teorie evolutive sull'origine della vita. Sulla base dei suoi studi rigettò l’abiogenesi, ritenendola antiscientifica. Questo tema si ritrova in molti dei suoi libri tra cui, The Creation of Life e Man's Origin, Man's Destiny. Secondo Walter L. Bradley, Wilder-Smith sostenne "che la conversione del flusso di energia in informazione rimane, allo stato attuale, indimostrata e senza base teorica." Considerato il più importante creazionista europeo, Wilder-Smith non aveva paura di correggere i creazionisti, quando non ne condivideva le posizioni. Nel 1984, ad esempio, sostenne che il famoso creazionista americano Henry Madison Morris "non sapeva niente di Termodinamica". 
Nel 1986, Wilder-Smith e il fisico creazionista Edgar Andrews (Presidente della Biblical Creation Society) affrontarono in un celebre dibattito i biologi Richard Dawkins e John Maynard Smith alla Oxford Union. 

## Opere
Nel 1968 in Man’s origin, man’s destiny: a critical survey of the principles of evolution and Christianity riportò una serie di esempi di organi che non potevano essere ricondotti al meccanismo dell’evoluzione. L’esempio più significativo riportato da Wilder Smith è l'allattamento dei mammiferi acquatici, che, secondo lui, non poteva essere sorto da mutazioni casuali: dal momento che nell'acqua è necessario succhiare o ricevere il latte senza aspirare acqua, l’organo doveva essere fin dall'inizio adatto allo scopo, ogni variazione avrebbe portato alla morte dell'individuo.
Nel 1970, Wilder-Smith pubblicò The Creation of Life: A Cybernetic Approach to Evolution, dove difese l'argomento del disegno di William Paley con i calcoli del computer che mettevano in evidenza l’estrema improbabilità delle sequenze genetiche.  Wilder-Smith ne deduceva che, non essendo possibile una spiegazione evolutiva, era inevitabile ricorrere “all’aborrita necessità di un’attività divina intelligente dietro la natura”. Nel libro Wilder-Smith conia per la prima volta il termine intelligent designer, che sarà poi fatto proprio dai sostenitori della teoria del disegno intelligente. Nel 2005 il sostenitore del disegno intelligente William Dembski scrisse che le "intuizioni (di Wilder-Smith) sull'informazione hanno dato impulso a gran parte della mia ricerca".